# 天主教克魯斯-達斯阿爾馬斯教區
天主教克魯斯-達斯阿爾馬斯教區（葡萄牙語：Diocese de Cruz das Almas）是巴西一個天主教教區，包括巴伊亞州十市，屬薩爾瓦多總教區。
教區成立於2017年11月22日，教座位於克魯斯-達斯阿爾馬斯。2017年有教友191,228人，佔總人口58.9%。有十六個堂區、司鐸十九人。現任教區主教為安多尼·圖里諾-內托。